# Marius Faxøe
Marius Faxøe født 1893, var en dansk atlet og bokser. 
Marius Faxøe var medlem af atletik klubberne AIK 95 og fra 1916 IF Sparta og vandt to danske mesterskaber i stangspring. 
Som bokser gik Marius Faxøe de fleste professionelle kampe i 1920, men tabte flere end han vandt, bland andet mod Vilhelm Jørgensen, Ove Jacobsen og Fritjof Hansen. 
I 1932-1938 var han træner i Gladsaxe Bokseklub

## Danske mesterskaber i atletik
- Sølv 1916 Stangspring 3,35
- Guld 1915  Stangspring 3,10
- Guld 1914  Stangspring 3,15